# Superba reischuetzi
Superba reischuetzi is een slakkensoort uit de familie van de Helicidae. De wetenschappelijke naam van de soort is voor het eerst geldig gepubliceerd in 1990 door Subai.